# Aspidoscelis flagellicauda
Espèce
Synonymes
- Cnemidophorus flagellicaudus Lowe & Wright, 1964
- Aspidoscelis flagellicaudus (Lowe & Wright, 1964)

Statut de conservation UICN

 LC  : Préoccupation mineure
Aspidoscelis flagellicauda est une espèce de sauriens de la famille des Teiidae.

## Répartition
Cette espèce est endémique des États-Unis. Elle se rencontre dans l'Arizona et le Nouveau-Mexique.

## Description
C'est une espèce parténogénique.

## Publication originale
- Lowe & Wright, 1964 : Species of the Cnemidophorus exsanguis subgroup of whiptail lizards. Journal of the Arizona Academy of Science, vol. 3, n. 2, p. 78-80.